# Matã (Conacri)

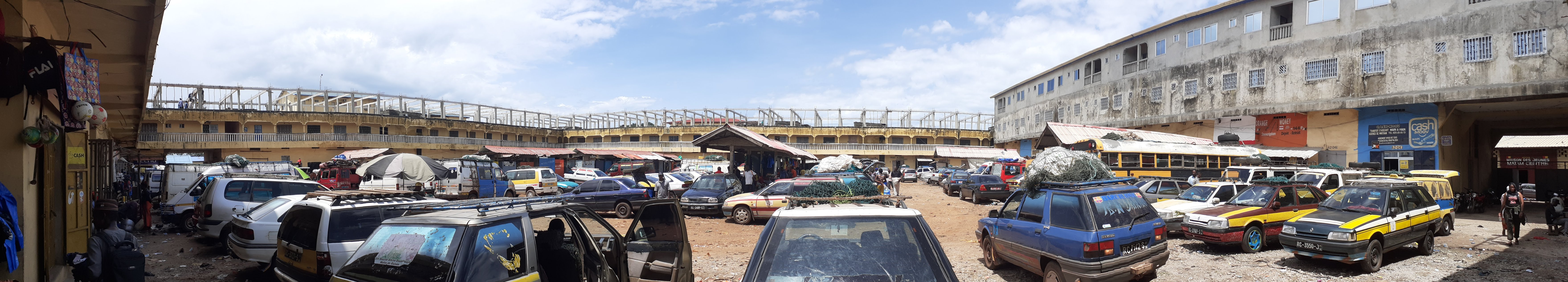

Matã (Matam) é uma subprefeitura na Região de Conacri, na Guiné. É uma das cinco regiões em que se divide a capital do país.